# Stanhope (Newfoundland en Labrador)
Stanhope is een dorp en local service district in de Canadese provincie Newfoundland en Labrador. De plaats bevindt zich aan de noordkust van het eiland Newfoundland.

## Geschiedenis
Sinds 1985 hebben de inwoners van het in gemeentevrij gebied gelegen Stanhope beperkt lokaal bestuur doordat de plaats een local service district werd.

## Geografie
Stanhope is gelegen aan de westoever van Stanhope Cove, een kleine inham van de Bay of Exploits. Die inham bevindt zich aan Newfoundlands noordkust ten zuidoosten van Thwart Island.
Het dorp is bereikbaar via provinciale route 341 en grenst in het zuidoosten aan Lewisporte, een grote gemeente die fungeert als regionaal centrum. Het dorp Brown's Arm ligt 6 km ten westen van Stanhope.

## Demografie
Demografisch gezien kent de designated place Stanhope, net zoals de meeste kleine dorpen op Newfoundland, een dalende langetermijntrend. Tussen 1991 en 2021 daalde de bevolkingsomvang van 420 naar 234 Dat komt neer op een daling van 186 inwoners (-44%) in 30 jaar tijd.
| Demografische ontwikkeling van Stanhope tussen 1991 en 2021     |
| --------------------------------------------------------------- |
|                                                                 |
| Bron: Statistics Canada (1991–1996, 2001–2006, 2011–2016, 2021) |